# Gossina (département)
Gossina est un département et une commune rurale de la  province de Nayala, situé dans la région de la Boucle du Mouhoun au Burkina Faso. Il compte en 2006, 18 442 habitants.

## Villages
Le département et la commune rurale de Gossina comprend 16 villages, dont le chef-lieu :
- Bosson (733 habitants)
- Boum (96 habitants)
- Gossina (3 658 habitants), chef-lieu
- Kalabo (1 003 habitants)
- Koayo (1 198 habitants)
- Kwon (3 084 habitants)
- Lekoun (485 habitants)
- Madamao (605 habitants)
- Massako (981 habitants)
- Naboro (595 habitants)
- Nianankoré (187 habitants)
- Nyfou (1 015 habitants)
- Sui (1 812 habitants)
- Tandou (305 habitants)
- Tarba (635 habitants)
- Zélassé (2 050 habitants)